# 新岗山镇
新岗山镇，是中华人民共和国江西省上饶市德兴市下辖的一个乡镇级行政单位。

## 行政区划
新岗山镇下辖以下地区：
新岗山社区、新建村、西坑村、体泉村、板桥村、占才村、叶村、浅港村和丁村。